# مدرسة الملا عبد الله
مدرسة الملا عبدالله هي مدرسة تاريخية تقع في سوق أصفهان في إيران، وكانت مكانًا معروفًا للصلاة والدراسات اللاهوتية الإسلامية.

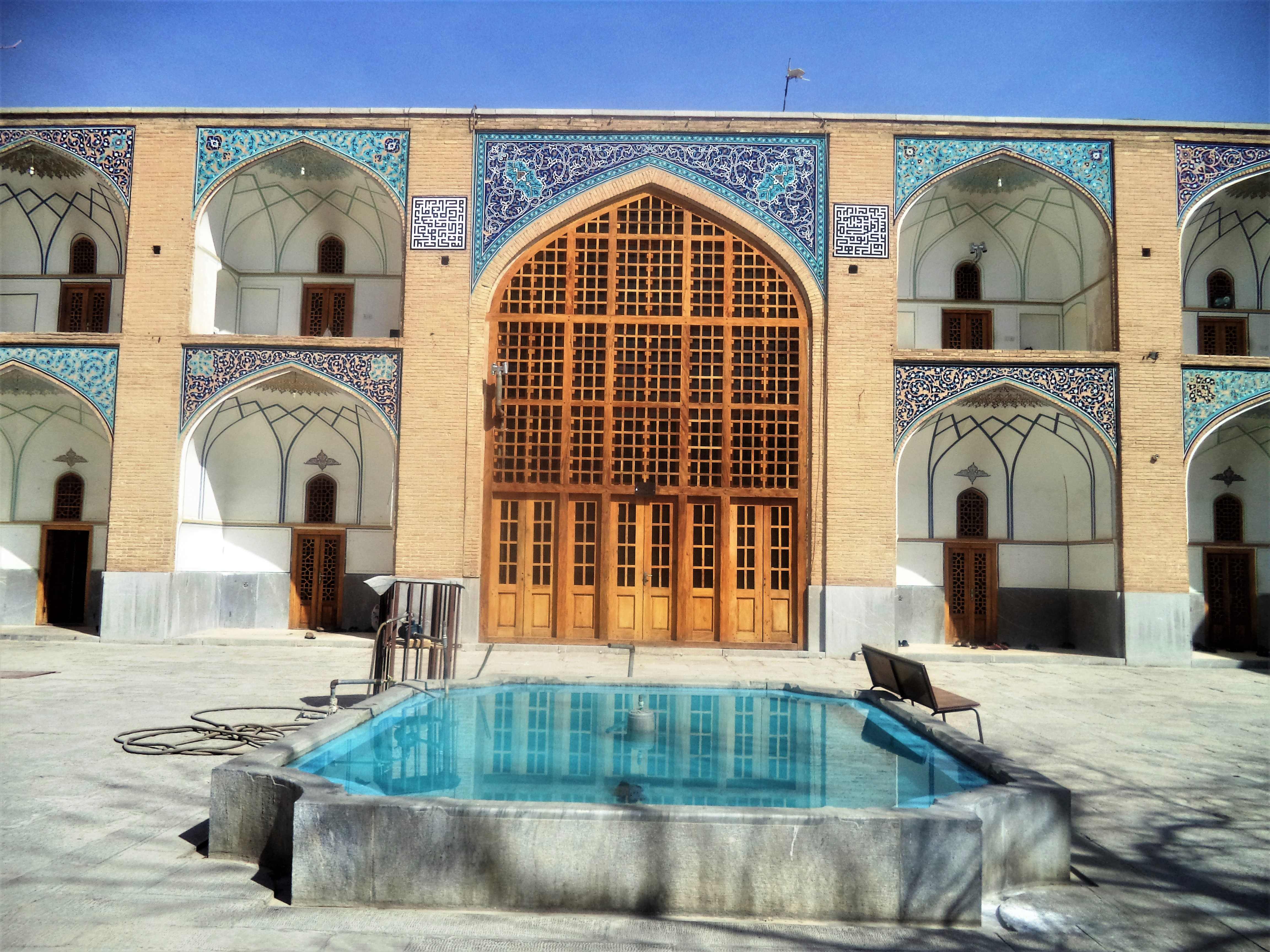
فناء المدرسة